# Varanus priscus
Il megalania (il «grande girovago», dal greco Μέγας, «grande», + ἀλαίνω, «girovagare»; Varanus priscus Owen, 1859) è un varano gigante estinto. Faceva parte della megafauna che abitava l'Australia meridionale durante il Pleistocene e sembra che sia scomparso intorno ai 40.000 anni fa. I primi colonizzatori aborigeni dell'Australia potrebbero averne incontrato degli esemplari viventi.

## Tassonomia

### Confusione nella nomenclatura
Il nome Megalania prisca venne coniato da Sir Richard Owen con il significato di «grande girovago antico»; lo studioso coniò tale nome «in riferimento alla natura terrestre del grande Sauro». Owen utilizzò una forma modificata del termine greco ēlainō, ἠλαίνω («io girovago»). La stretta somiglianza con il termine latino lania (forma femminile di «macellaio») ha portato, in numerose descrizioni tassonomiche e popolari, a tradurre erroneamente il nome Megalania in «macellaio gigante antico».

### MegalaniaoVaranus?
Megalania prisca veniva originariamente classificato in un genere monotipico a parte. La validità di tale genere, però, rimane controversa, poiché molti autori lo considerano un sinonimo recente di Varanus, il raggruppamento che riunisce tutte le specie viventi di varano. Dal momento che Megalania e Varanus sono nomi appartenenti a generi differenti (femminile e maschile, rispettivamente), l'epiteto prisca è stato mutato in priscus (in regola con il Codice della ICZN).

### Filogenesi
Alcuni studiosi hanno cercato di stabilire la posizione filogenetica del megalania all'interno della famiglia dei Varanidi. Basandosi sulla morfologia della calotta cranica è stata ipotizzata una sua affinità con il varano gigante, la più grande lucertola vivente dell'Australia. Studi più moderni e dettagliati propongono, invece, sulla base di somiglianze neurocraniche, una strettissima relazione con il drago di Komodo; il parente australiano vivente più stretto è risultato essere il varano vario. Al contrario, il varano gigante viene ora considerato maggiormente imparentato con il varano di Gould e con il varano argo.

## Dimensioni

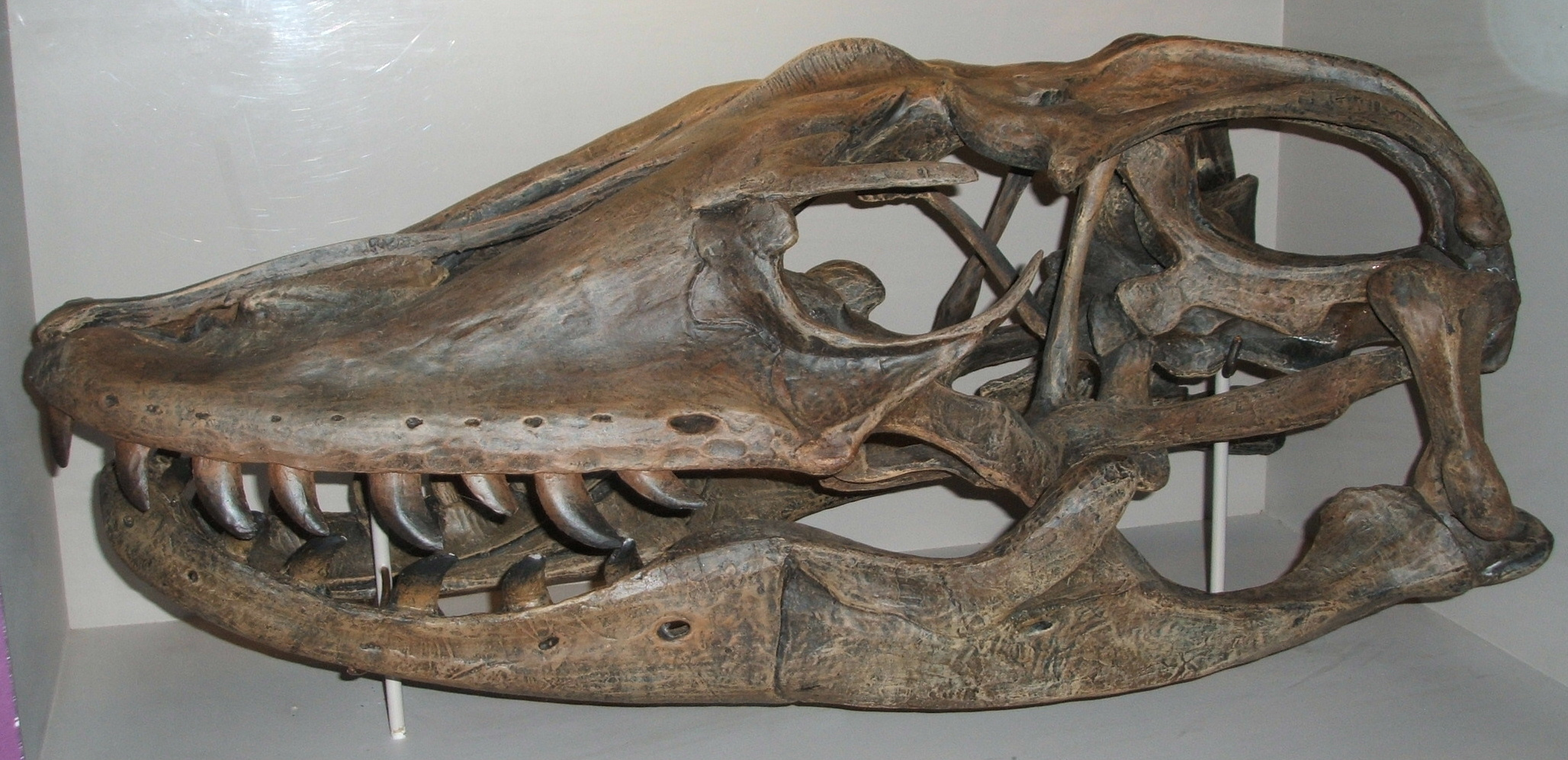
Cranio di Megalania, lungo circa 74 cm, al Museo delle Scienze di Boston.

Dal momento che non sono mai stati ritrovati scheletri fossili completi, o almeno in buone condizioni, risulta difficile determinare le dimensioni esatte del Megalania. I primi studiosi ad averne stimato le dimensioni ritenevano che gli esemplari più grossi raggiungessero i 7 m di lunghezza e i 600–620 kg di peso. Contrariamente a quanto si potrebbe pensare, studi più recenti e rigorosi hanno dato risultati molto variabili l'uno dall'altro.
Nel 2002 Stephen Wroe determinò che gli esemplari più grandi di Megalania raggiungevano una lunghezza massima di 4,5 m e un peso di 331 kg, e che in media questo animale non superava i 3,5 m di lunghezza e i 97–158 kg di peso. Lo studioso giunse alla conclusione che le stime più vecchie, che parlavano di 6 m o più di lunghezza e di un peso di alcune tonnellate, erano solo esagerazioni dovute a metodologie di calcolo errate.
Tuttavia, Ralph Molnar nel 2004 ha determinato tutta una gamma di potenziali dimensioni per Megalania (disponendone in ordine decrescente le vertebre dorsali dopo aver determinato il rapporto tra queste e la lunghezza totale del corpo). Se l'animale fosse stato dotato di una lunga coda sottile come il varano vario (Varanus varius), avrebbe potuto raggiungere i 7,9 m di lunghezza, mentre se avesse avuto proporzioni coda-corpo più simili a quelle del drago di Komodo la sua lunghezza più probabile si aggirerebbe intorno ai 7 m. Per una lunghezza massima di 7 m, lo studioso ha stimato un peso massimo di 1940 kg e uno minimo di 320.

## Paleobiologia

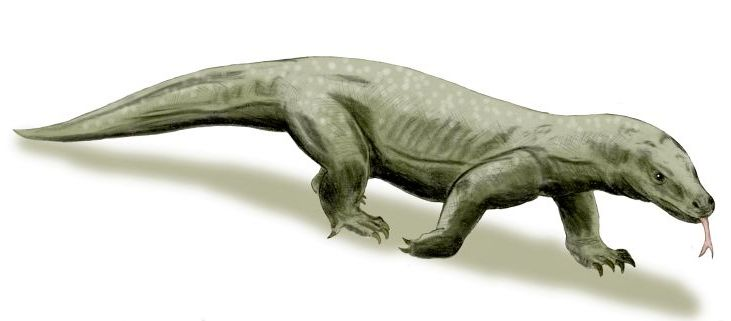
Ricostruzione.

Il megalania è la più grande lucertola terrestre conosciuta mai esistita. A giudicare dalle dimensioni, si sarebbe nutrito soprattutto di animali di media e grossa taglia, compresi anche marsupiali giganti come il Diprotodon, insieme ad altri rettili, piccoli mammiferi e uccelli, nonché delle uova e dei pulcini di questi ultimi. Era dotato di zampe e corpo possenti e di un grosso cranio munito di una piccola cresta tra gli occhi e di mascelle piene di denti a sciabola serrati tra loro.
Wroe et al. (1999) guardano con scetticismo l'ipotesi che il megalania fosse stato l'unico, o almeno il principale, predatore della megafauna australiana del Pleistocene. Essi hanno fatto notare vari resti fossili di mammiferi molto grandi del Pleistocene che mostrano segni di predazione da parte del «leone marsupiale» (Thylacoleo carnifex); nessun fossile, però, mostra i segni della dentatura del megalania. Inoltre, hanno notato che i fossili di megalania sono estremamente rari, al contrario di quelli di Thylacoleo carnifex, che sono largamente distribuiti in molti depositi pleistocenici australiani.
Il biologo australiano Tim Flannery ha ipotizzato che se qualcuno volesse ricostruire l'ecosistema che esisteva in Australia prima dell'arrivo degli esseri umani, dovrebbe introdurre in esso draghi di Komodo per rimpiazzare il megalania.

### Veleno
Gli studi hanno dimostrato che altri membri del genere Varanus, come il drago di Komodo e il varano vario, possiedono ghiandole velenigene lungo i margini della mandibola. Alcuni hanno ipotizzato che anche altri Varanidi, megalania compreso, posseggano o abbiano posseduto ghiandole simili. Se questo fosse vero, il megalania sarebbe stato il più grande vertebrato velenoso di tutti i tempi.

## Voci di presunti avvistamenti
Malgrado ogni tanto giungano da Australia e Nuova Guinea voci di avvistamenti di lucertole giganti simili a Megalania, tali dicerie sono cominciate solamente dopo la descrizione di quest'ultimo e la sua notorietà presso il pubblico, e la possibilità che esistano popolazioni sopravvissute di queste lucertole giganti non è accettata da quasi tutti gli studiosi.